# Telipogon minutiflorus
Telipogon minutiflorus är en orkidéart som beskrevs av Friedrich Fritz Wilhelm Ludwig Kraenzlin. Telipogon minutiflorus ingår i släktet Telipogon och familjen orkidéer.
Artens utbredningsområde är Costa Rica. Inga underarter finns listade i Catalogue of Life.